# Ryszard Farbiszewski
Ryszard Wiktor Farbiszewski (ur. 22 lutego 1928 w Lublinie) – polski naukowiec, profesor nauk farmaceutycznych.

## Życiorys
W 1953 ukończył Akademię Medyczną im. prof. Feliksa Skubiszewskiego w Lublinie. W 1986 uzyskał tytuł naukowy profesora.
W latach 1984–1990 oraz 1996–1998 dziekan Wydziału Farmaceutycznego z Oddziałem Analityki Medycznej Akademii Medycznej w Białymstoku. Do 1998 kierownik Zakładu Chemii Nieorganicznej i Analitycznej AMB. Wcześniej pracował w Zakładzie Biochemii Lekarskiej. Od 2010 zatrudniony w Wyższej Szkole Medycznej w Białymstoku.
W latach 1952–1971 był funkcjonariuszem Milicji Obywatelskiej.
Odznaczony Krzyżem Kawalerskim Orderu Odrodzenia Polski (1998).